# تشاو ين فات
تشاو ين فات (بالصينية: 周潤發) ممثل صيني من مواليد 18 مايو 1955.

## مواقع خارجية
- تشاو ين فات على موقع IMDb (الإنجليزية)
- تشاو ين فات على موقع ميتاكريتيك (الإنجليزية)
- تشاو ين فات على موقع الموسوعة البريطانية (الإنجليزية)
- تشاو ين فات على موقع روتن توميتوز (الإنجليزية)
- تشاو ين فات على موقع مونزينجر (الألمانية)
- تشاو ين فات على موقع ألو سيني (الفرنسية)
- تشاو ين فات على موقع ميوزك برينز (الإنجليزية)
- تشاو ين فات على موقع تيرنر كلاسيك موفيز (الإنجليزية)
- تشاو ين فات على موقع أول موفي (الإنجليزية)
- تشاو ين فات على موقع قاعدة بيانات الأفلام السويدية (السويدية)